# Llanura de Castelluccio
La llanura de Castelluccio (del italiano: Piani di Castelluccio) ocupa el fondo de un antiguo lago apenínico en los alrededores de la localidad de Castelluccio de Nursia, actualmente seco, conocida por sus fenómenos cársticos.
La llanura está en realidad por tres Piani, se encuentran a 1.350 m s. n. m. y se extienden por una superficie de 15 km². En particular:
- il Pian Grande, "la llanura grande"
- il Pian Piccolo, "la llanura pequeña" y
- il Pian Perduto, "la llanura perdida".

En la parte más meridional del Pian Grande se encuentra el curioso "fosso dei Mergani", que parece ser un curso de agua alimentado por una fuente y, en realidad, una dolina que termina en un sumidero donde terminan las aguas pluviales captadas por el fosso dei Mergani.
La llanura es famosa por la Fiorita, es decir, el imponente fenómeno de florecimiento que colorea la llanura entre finales de mayo y el comienzo de julio (sobre todo amapolas, flores de lis, margaritas) y que representa un espectáculo natural incomparable.

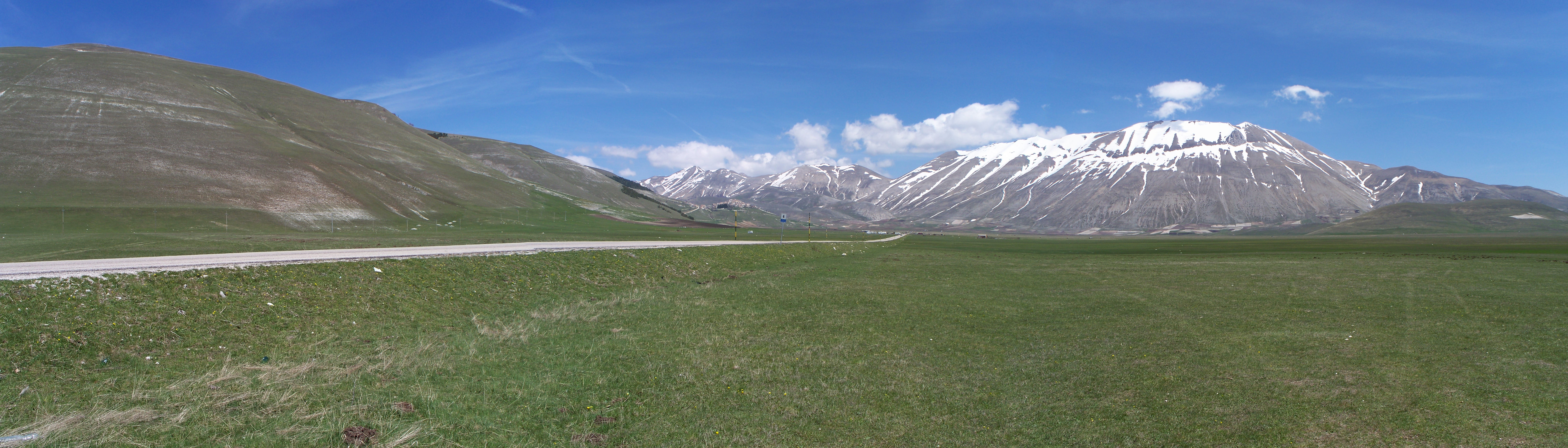
La llanura de Castelluccio en mayo